# 大いなる勇者
『大いなる勇者』（原題: Jeremiah Johnson）は、1972年のシドニー・ポラック監督のアメリカ映画。伝説的なマウンテンマン、レバー・イーティング・ジョンソン（1824年頃 - 1900年）にロバート・レッドフォードが扮した西部劇。

## 概要
1968年4月、プロデューサーのシドニー・ベッカーマンが、レイモンド・W・ソープとロバート・バンカーが書いた『Crow Killer: The Saga of Liver-Eating Johnson』の映画化権を獲得。1970年5月までにはワーナー・ブラザースが映画化することが決まり、同書とヴァーディス・フィッシャーが書いた『Mountain Man: A Novel of Male and Female in the Early American West』をもとにジョン・ミリアスが脚色することとなった。ミリアスによれば、作品にあらわれるアメリカ人魂や台詞の慣用句はカール・サンドバーグの著書を参考にしたという。また、チャールズ・ポーティスの小説『トゥルー・グリット』（映画『勇気ある追跡』の原作）の影響も受けているという。
いくつかの場面はレッドフォードがユタ州に所有する土地で撮影された。
1972年5月の第25回カンヌ国際映画祭に出品される。その年の9月から11月にかけて、イギリス、フランス、西ドイツ、スペイン、日本などで一般公開された。本国アメリカでは遅れて12月21日に公開された。

## あらすじ
1850年代のアメリカ。急速に発展する文明に背を向けた青年ジェレマイア・ジョンソン（ロバート・レッドフォード）は猟師になろうと決心してロッキー山脈に向かった。
やがて厳しい冬を迎えたある日、雪の中で凍死している山男ハチュット・ジャックを発見した。そのそばに残された遺書には、自分を発見した者には「50口径ホーケン銃」を譲るとしたためられていた。思わぬ拾い物に元気づけられたジョンソンに、もうひとつ幸運が訪れた。ベテランの山男ベア・クロウ（ウィル・ギア）に出会い、彼について、山で生き残るための知識や技術を身につけることができた。ベア・クロウと別れたジョンソンは、まずネイティブアメリカンたちとの間に誠意ある交易関係を確立した。その中にはクロウ族の赤シャツ（ホアキン・マルティネス）もいた。開拓者の小屋の近くでネイティブアメリカンの白人虐殺を見たのはそんな頃だった。すでに息絶えているふたりの子供の周りを気がふれたようにうろつく白人の女（アリア・アン・マクレリー）がいた。ジョンソンは仕方なく、惨劇のショックで口がきけなくなった少年を連れ引き返した。少年にはケイレブ（ジョショ・アルビー）と名付けた。
翌日、ネイティブアメリカンに襲われた男デル・ギユー（ステファン・ギ―ラッシュ）を助けたことによって開拓者一家惨殺の犯人を知ったジョンソンは追跡を開始した。キャンプを発見し、夜になってからこっそりと馬や荷物を奪い返す予定であったが、物音を立てた瞬間に動揺したデル・キユーが発砲したため、仕方なく犯人を殺すことになった。
翌朝、出会ったフラットヘッド族は平和を愛すネイティブアメリカンだったがジョンソンが引いている馬がブラックフィートのものだと知ると宿敵を倒してくれた二人に敬愛の情を示した族長ツー・タングに、奪った馬などをプレゼントすると言ったところ、フラットヘッドの文化ではそれ以上のものを返さねばならないため、族長は返礼として娘スワン（デル・ボルトン）を贈り、2人は結婚式を挙げた。
ジョンソンとケイレブとスワンの平和な生活が続いた。冬も深まった頃、ある白人開拓者の馬車が川の中で凍りついてしまったのを探して救い出すため、マルベイ中尉率いる騎兵隊がジョンソンの助力を求めやって来た。現地へは雪の峠を越えていかなければならない。目的地に向かう途中、クロウ族の死体埋葬区域に出くわした。ここはクロウ族にとっては何よりも神聖な場所で、無神経に踏み込むには危険だったため、ジョンソンは迂回することを提案したが、開拓者を助けるためには一刻を争うという中尉と牧師に押され、結局は自分が先頭に立って一列で静かに進む道を選んだ。騎兵隊一行を無事目的地に案内したジョンソンは、帰路、再びクロウ族の墓地で、数々の白骨化した遺体を見て胸騒ぎを覚え、大急ぎで家に向かったが、一足遅くスワンとケイレブは既にクロウ族に殺された後だった。聖地を犯したことが彼らの怒りに触れたのだ。ジョンソンは復讐を決意した。
やがて”クロウ族殺し”の異名をつけられる程に恐れられる存在になっていったジョンソンは死んだ子供たちのそばに住む気のふれた女に肉をやろうと訪れたが、住人はクエイランに変わっていて、女はすでに死んでいた。女を埋葬した墓のそばにはクロウ族によってジョンソンの墓が用意してあった。墓を被う生皮にはジョンソンがネイティブアメリカンと戦う姿が描かれていたが、それは彼がすでに死んだことを意味するのか、永遠に不死身であることを意味するのかはわからない。はっきりしているのはクロウ族との戦いが、これで終わったことだった。
ひとつの山を越えて今ジェレマイア・ジョンソンは目の前にそびえ立つ険しい山に登り始めていた。

## キャスト
| 役名                           | 俳優                               | 日本語吹替                                             |
| 役名                           | 俳優                               | NET版                                                  |
| ------------------------------ | ---------------------------------- | ------------------------------------------------------ |
| ジェレマイア・ジョンソン       | ロバート・レッドフォード           | 日下武史                                               |
| ベア・クロウ                   | ウィル・ギア                       | 浮田左武郎                                             |
| 族長の娘スワン                 | デル・ボルトン                     | 富田千代美                                             |
| ケイレブ（子役）               | ジョシュ・アルビー（英語版）       | セリフなし                                             |
| クロウ族の赤シャツ             | ホアキン・マルティネス（英語版）   | 飯塚昭三                                               |
| 正気を失った女                 | アリン・アン・マクレリー（英語版） | 此島愛子                                               |
| デル・ギユー                   | ステファン・ギーラシュ（英語版）   | 富田耕生                                               |
| フラットヘッド族長ツー・タング | リチャード・アンガロラ             | 宮田光                                                 |
| 牧師                           | ポール・ベネディクト               | 桑原たけし                                             |
| 店の主人                       | チャールズ・タイナー               | 加藤修                                                 |
| マルベイ中尉                   | ジャック・コルヴィン（英語版）     | 寺島幹夫                                               |
| クエイラン                     | マット・クラーク （英語版）        | 徳丸完                                                 |
| ナレーター                     | N/A                                | 浮田左武郎                                             |
| 日本語版スタッフ               |                                    |                                                        |
| 演出                           | 演出                               | 左近允洋                                               |
| 翻訳                           | 翻訳                               | 山田実                                                 |
| 効果                           | 効果                               | PAG                                                    |
| 調整                           | 調整                               | 栗林秀年                                               |
| 制作                           | 制作                               | グロービジョン                                         |
| 解説                           | 解説                               | 淀川長治                                               |
| 初回放送                       | 初回放送                           | 1976年6月6日 『日曜洋画劇場』 21:00-22:55 正味94分46秒 |